# Шульте, Дэвид Альберт
Дэвид Альберт Шульте (англ. David Albert Schulte; 7 марта 1873, Томасвилл, штат Джорджия — 29 июля 1949) — американский предприниматель.
Начал работать в пятнадцать лет продавцом в галантерейном магазине в Нью-Йорке. Затем перешёл на работу в магазин сигар, которым владел его родственник, в 1898 году стал партнёром, в 1900 году — единоличным владельцем фирмы, которой принадлежало пять магазинов. В 1926 году розничная сеть Шульте получила прибыль более 6 миллионов долларов при активах стоимостью более 40 миллионов долларов, что сделало её второй по величине сетью по продаже сигар в США. К 1937 году компания Шульте владела уже 268 табачными магазинами в США, однако к этому времени коммерческие интересы Шульте в значительной степени сместились в сторону недвижимости: прибыль принадлежавшей Шульте компании Schulte Real Estate Co. приближалась к 2 миллионам долларов в 1926 году. Утверждается, что только на перепродаже концертного зала Эолиан-холл в 1924 году Шульте заработал миллион долларов. В 1928 году нанял в качестве рекламного консультанта Эдварда Бернейса, выступив в этом случае как подставное лицо в интересах American Tobacco Company. В том же году с несколькими партнёрами открыл сеть розничных магазинов 5 ¢ to $1 (с англ. — «От 5 центов до 1 доллара»), однако в связи с начавшейся Великой депрессией этот бизнес-проект провалился.
В 1905—1929 гг. был женат на Харриет Харрис, которая в бытность свою миссис Шульте начала продолжительную карьеру меценатки и собирательницы искусства. Отец двух сыновей.